# Interleukina 5

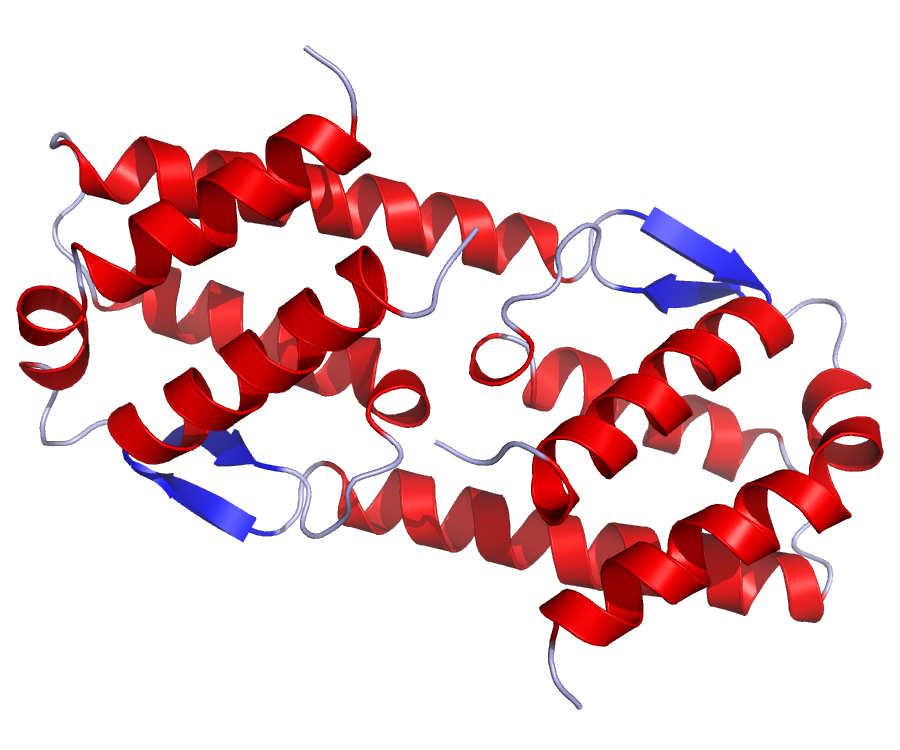
Ludzka IL-5

Interleukina 5 (IL-5) – cytokina wydzielana przez limfocyty Th2 CD4+ i komórki tuczne.

## Działanie
IL-5 działa synergistycznie z G-CSF regulując dojrzewanie eozynofilów i bazofilów. Wpływa także na limfocyty B, promując ich proliferację i stymuluje produkcję przeciwciał, głównie IgA.

## Struktura
Na strukturę ludzkiej IL-5 składa się 115 aminokwasów (u myszy 133 aminokwasy). W przeciwieństwie do interleukiny 3 i GM-CSF), IL-5 w swojej aktywnej postaci jest homodimerem.

## Znaczenie kliniczne
Interleukina-5 ma istotne znaczenie w patogenezie wielu chorób alergicznych, w tym alergicznego nieżytu nosa i astmy. W tych schorzeniach obserwuje się znaczny wzrost liczby eozynofilów we krwi, w tkankach dróg oddechowych i w plwocinie. Eozynofile odgrywają szczególnie ważną rolę w astmie oskrzelowej. 
Leki opracowane dla przeciwdziałania nadmiernemu działaniu IL-5 to: benralizumab, mepolizumab i reslizumab.